# Manuel José de Pinho Soares de Albergaria
Manuel José de Pinho Soares de Albergaria ComNSC (Vale de Cambra, Vila Chã, Feira, Solar do Muradal, 31 de Março de 1800 - 6 de Outubro de 1868), 1.º Barão do Salgueiro, foi um magistrado português.

## Família
Filho primogénito e sucessor de Domingos José (Moreira) de Pinho (Vale de Cambra, Vila Chã, Solar do Muradal, 30 de Outubro de 1777 - ?), Proprietário, Senhor do Solar do Muradal, no lugar do mesmo nome, Capitão de Ordenanças do Concelho de Vale de Cambra, e de sua mulher (Vale de Cambra, Castelões, 8 de Setembro de 1798) Ana Joaquina Soares Leite de Matos (Vale de Cambra, Castelões - ?), tia paterna do 1.º Barão de Areias de Cambra.

## Biografia
Bacharel formado em Direito pela Faculdade de Direito da Universidade de Coimbra, seguiu a carreira da Magistratura, foi Juiz de Direito e foi Fidalgo Cavaleiro da Casa Real (Alvará de 12 de Fevereiro de 1851), 288.º Comendador da Ordem de Nossa Senhora da Conceição de Vila Viçosa a 14 de Março de 1849 e Conselheiro de Sua Majestade Fidelíssima, etc.
O título de 1.º Barão do Salgueiro foi-lhe concedido por Decreto de D. Luís I de Portugal de 10 de Dezembro de 1864. Armas: escudo esquartelado, no 1.º Soares de Albergaria, no 2.º de Oliveira, no 3.º partido de Leite e Pereira e no 4.º de Matos; timbre: Soares de Albergaria; Coroa de Barão.

## Casamento e descendência
Casou em Leiria, Leiria, na Sé, a 29 de Junho de 1834 com Maria Benedita de Faria Pereira de Vasconcelos (Leiria, Santa Catarina da Serra, Quinta do Salgueiro, 11 de Agosto de 1810 - ?), filha de Francisco José Cleto Pereira de Vasconcelos, natural de Ourém, Oficial de Engenharia, e de sua mulher Joana Cândida de Faria, natural de Leiria, Leiria da qual teve, entre outros, dois filhos e quatro filhas: 
- José de Faria Pinho e Vasconcelos Soares de Albergaria (Leiria, Santa Catarina da Serra, Quinta do Salgueiro, 23 de Agosto de 1838 - Leiria, Leiria, 16 de Julho de 1915), 2.º Barão do Salgueiro
- Augusta Amélia de Faria Pinho e Vasconcelos Soares de Albergaria (Leiria, Santa Catarina da Serra, Quinta do Salgueiro, 24 de Outubro de 1839 - ?), casada em Leiria, Leiria, na Sé, a 19 de Novembro de 1859 com José Dias de Oliveira da Cunha de Viamonte (Porto, 2 de Janeiro de 1836/9 - Leiria, Leiria, 24 de Janeiro de 1891), 2.º Barão de Viamonte da Boavista, sem geração
- Diogo de Faria Pinho e Vasconcelos Soares de Albergaria (Figueiró dos Vinhos, Figueiró dos Vinhos, 8 de Novembro de 1840 - ?)
- Luísa Josefina de Faria Pinho e Vasconcelos Soares de Albergaria (Leiria, Leiria, 31 de Outubro de 1844 - ?), casada em Leiria, Leiria, na Sé, a 23 de Novembro de 1864 com Augusto da Cunha de Eça e Costa (Lisboa, São Julião, 21 de Outubro de 1836 - ?), Bacharel formado em Medicina na Faculdade de Medicina da Universidade de Coimbra, etc., filho de Luís da Cunha de Eça e Costa, Cavaleiro da Ordem Militar de Cristo, e de sua segunda mulher Ana Ricarda Pereira, com geração
- Júlia Adelaide de Faria Pinho e Vasconcelos Soares de Albergaria (Leiria, Santa Catarina da Serra, Quinta do Salgueiro, 24 de Julho de 1849 - Leiria, Leiria, Quinta da Fábrica, 21 de Outubro de 1941), casada em Leiria, Leiria, na Sé, a 22 de Janeiro de 1870 com José António de Sousa Lixa (Lisboa, Madalena, 29 de Dezembro de 1834 - ?), Bacharel formado em Direito pela Faculdade de Direito da Universidade de Coimbra, Magistrado, etc., filho de João Carlos de Sousa Lixa e de sua mulher Maria do Rosário da Cunha
- Joana Benedita de Faria Pinho e Vasconcelos Soares de Albergaria (Leiria, Leiria, 21 de Novembro de 1850 - Leiria, Leiria, 9 de Julho de 1939), 1.ª Viscondessa de Faria Pinho